# Ernest Henry (Schwimmer)
George Ernest Morrison Henry (* 13. Mai 1904 in Grafton, New South Wales; † 3. Juni 1998 in Port Macquarie, New South Wales) war ein australischer Schwimmer. Er gewann eine olympische Silbermedaille.

## Sportliche Karriere
Bei den Olympischen Spielen 1924 in Paris schied Ernest Henry im Halbfinale als Siebter aus, nur die ersten fünf Schwimmer erreichten das Finale. In der 4-mal-200-Meter-Freistilstaffel siegten Moss Christie, Frank Beaurepaire, Ernest Henry und Ivan Stedman sowohl in ihrem Vorlauf als auch in ihrem Halbfinale. Im Endlauf kam Andrew Charlton auf die Startposition, Christie, Beaurepaire und Henry rückten jeweils nach hinten. Die Staffel wurde mit 8,8 Sekunden Rückstand Zweite hinter dem Quartett aus den Vereinigten Staaten und hatte 4,6 Sekunden Vorsprung vor den Schweden. Gemäß den bis 1980 gültigen Regeln bekamen nur die Schwimmer Medaillen, die auch im Endlauf eingesetzt worden waren.